# Ohrenbach (Mud)
Der Ohrenbach, auch Ohrnbach, ist ein linker Zufluss der Mud im hessischen und bayerischen Odenwald.

## Name
Der Bach wurde 1012 als Aranbach erstmals schriftlich genannt. Das Bestimmungswort leitet sich von einem althochdeutschen Personennamen *Ōro oder *Āro ab.

## Geographie

### Verlauf
Der Ohrenbach entspringt am Bremhof auf der Gemarkung von Vielbrunn, einem Stadtteil von Michelstadt, in Hessen. Er fließt vorwiegend in südöstliche Richtung vorbei an der Geyersmühle nach Ohrenbach. Dort passiert er die Landesgrenze nach Bayern. Parallel zur Kreisstraße 6 fließt der Ohrenbach über Wiesenthal nach Weckbach. In Weilbach mündet er von links in die Mud, 5,25 km vor deren Mündung in den Main.

### Zuflüsse
- Heppelgraben[5] [GKZ 2472612] (rechts), 1,6 km
- Vielbrunner Bach (rechts), 2,2 km
- Walbertsbach (rechts), 0,5 km[6]
- Holdengrund(bach) (rechts), 0,5 km[6]
- Katzenlochgraben (rechts), 1,9 km[6]
- Ernstbrunngraben (links), 1,3 km[6][7]
- Gönzbach (rechts), 7,8 km, 15,3 km²
- Weichtalgraben (links), 2,0 km[6]
- Stockwiesengraben (rechts), 0,2 km[6]